# Falkländisches Englisch

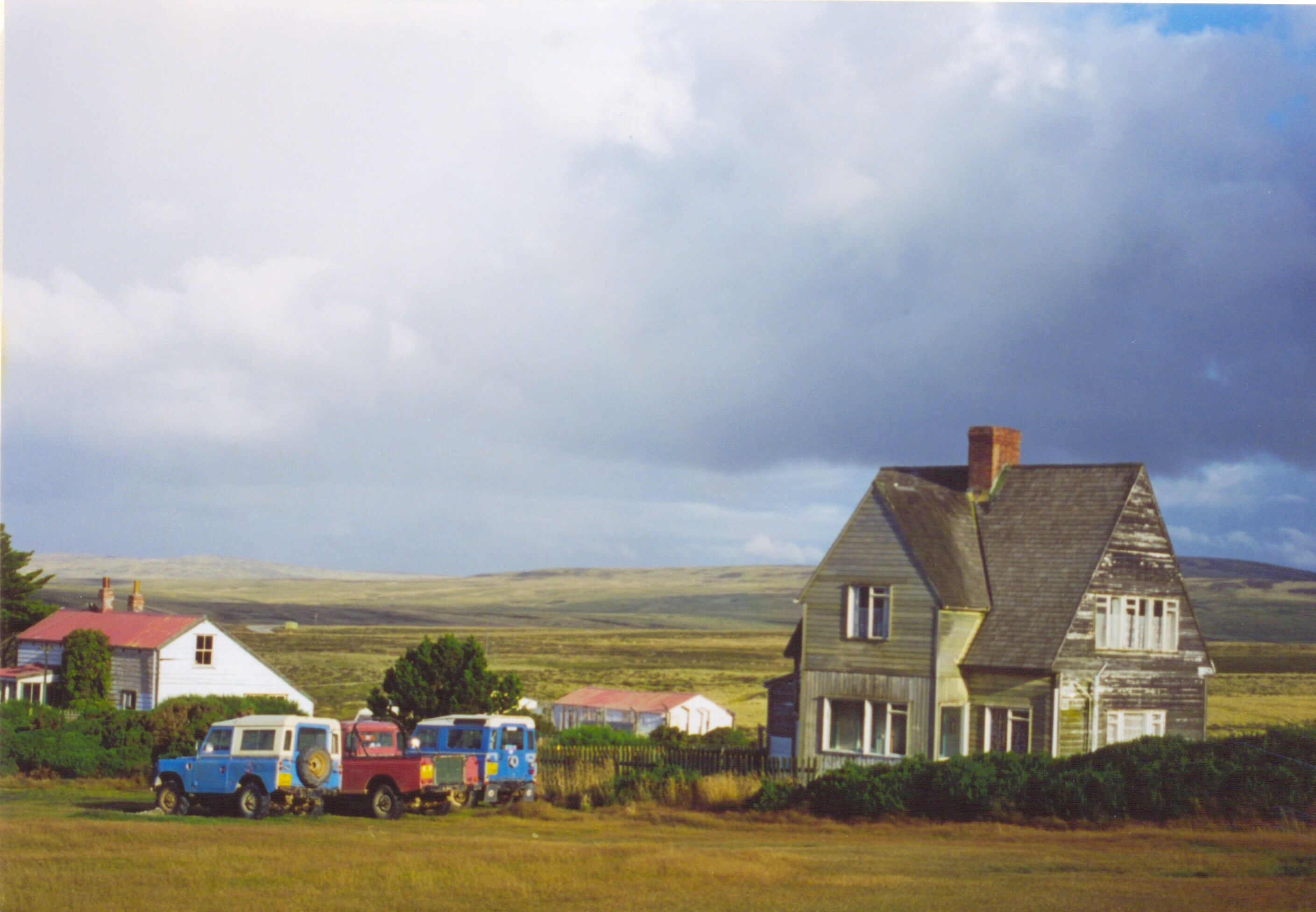
Ein camp bzw. camp settlement auf den Falklandinseln

Falkländisches Englisch ist eine Sprachvarietät des britischen Englisch mit einem eigenen charakteristischen Akzent und zahlreichen spanischen Lehnwörtern. 
Aufgrund der isolierten Lage der Falklandinseln hat die kleine Bevölkerung im Vergleich zum Britischen ihren eigenen Akzent bzw. Dialekt entwickelt, der sich trotz beträchtlicher Einwanderung von Briten in den letzten Jahren erhalten konnte.  Vor allem in ländlichen Gebieten außerhalb der Hauptstadt Stanley ist der Akzent stärker ausgeprägt. 
Falkländisch weist Ähnlichkeiten mit dem australischen und neuseeländischen Englisch, mit den englischen Dialekten von West Country und Norfolk sowie dem Scots auf.
Zwei bemerkenswerte Begriffe des falkländischen Englisch sind:
- a) kelper, der einen Bewohner der Falklandinseln bezeichnet und vom englischen kelp stammt. Der Begriff deutet auf die „Laminariales“ hin, eine Ordnung der Braunalgen, die allgemein als Seetang bekannt ist und von dem die Insel umgeben ist. Kelper wird gelegentlich abwertend benutzt.

- b) Smoko, das eine kurze Rauch- oder andere Ruhepause bezeichnet und sich vom englischen smoking für „Rauchen“ ableitet. Der Slangbegriff wird auch in Australien und Neuseeland verwendet.

Eine weitere Besonderheit ist das Wort yomp, das vom britischen Militär während des Falklandkriegs für einen weiten Marsch benutzt wurde. Es verliert jedoch zunehmend an Bedeutung.
Einen zusätzlichen Einfluss übten in den letzten Jahren viele Arbeiter von der Insel Saint Helena aus, die vor allem niedrig bezahlte Jobs auf den Falklandinseln verrichten. Sie brachten ihre eigene Variante des Englischen mit.

## Spanische Lehnwörter
Die Mundart hat relativ viele Lehnwörter aus dem Spanischen, die zum Teil abgeändert oder entstellt wurden. So werden zum Beispiel die ländlichen Siedlungen dort als camp oder camp settlements bezeichnet, was von dem spanischen campo („Feld, Acker, Land, Stadt, Gebiet, Bereich“) stammt. Insbesondere in der Terminologie, die sich auf Pferde bezieht, sind Entlehnungen sehr zahlreich anzutreffen. Zum Beispiel benutzen die Inselbewohner Wörter wie alizan, colorao, negro, blanco, gotiao, picasso, sarco, rabincana etc., um die Farbe oder das Aussehen des Pferdes zu bestimmen. Wörter wie bosal, cabresta, bastos, cinch (Sp. cincha), conjinilla, meletas, tientas, manares etc. beschreiben die Reitausrüstung. 
Im Gegensatz zu älteren englischen, französischen und spanischen Ortsnamen, die von Seeleuten vergeben wurden und sich hauptsächlich auf Inseln, Felsen, kleine und große Buchten sowie Landspitzen beziehen, kennzeichnen spanische Begriffe aus der Zeit nach 1833 gewöhnlich geographische Ortsangaben und Merkmale im Inland. Sie spiegeln das praktische Bedürfnis wider, sich zu orientieren, Land abzugrenzen und Vieh- und Schafshaltung zu betreiben. Typische Begriffe, die ganz oder teilweise aus dem Spanischen entnommen wurden, sind: Rincon Grande, Ceritos, Campito, Cantera, Terra Motas, Malo River, Brasse Mar, Dos Lomas, Torcida Point, Pioja Point, Estancia, Oroqueta, Piedra Sola, Laguna Seco und Manada.

## Quelle
- Spruce, Joan. Corrals and Gauchos: Some of the people and places involved in the cattle industry. Falklands Conservation Publication. Bangor: Peregrine Publishing, 1992. 48 pp.